# Hipótesis de doble ruta para leer en voz alta

La teoría de la ruta dual de la lectura en voz alta es parte de una serie sobre la actividad de comprensión de información escrita.

La teoría de la ruta dual de la lectura en voz alta se describió por primera vez a principios de la década de 1970. Esta teoría sugiere que dos mecanismos mentales separados, o rutas cognitivas, participan en la lectura en voz alta, con la salida de ambos mecanismos que contribuyen a la pronunciación de un estímulo por escrito.
Un mecanismo, denominado ruta léxica, es el proceso mediante el cual los lectores expertos pueden reconocer palabras conocidas sólo con la vista, a través de un procedimiento de búsqueda de “diccionario”. Según este modelo, cada palabra que un lector ha aprendido está representada en una base de datos en forma mental de palabras y sus pronunciaciones que se asemejan a un diccionario o léxico interno. Cuando un lector experto ve y reconoce de forma visual una palabra escrita, puede acceder a la entrada del diccionario de la palabra y recuperar la información sobre su pronunciación. El léxico interno abarca todas las palabras aprendidas, incluso las palabras de excepción en inglés como “colonel” o “pint” que no siguen las reglas de la letra al sonido en ese idioma. Esta ruta no permite la lectura de palabras que no son palabras (ejemplo ‘zuce’). Todavía no hay evidencia concluyente de si la ruta léxica funciona como una ruta directa que va desde el reconocimiento visual de palabras directamente a la producción del habla, o una ruta menos directa que va desde el reconocimiento visual de palabras al procesamiento semántico y finalmente a la producción del habla.
Por otra parte, el camino no-léxico o subléxico es el proceso por el cual el lector puede “pronunciar” una palabra escrita. Esto se hace identificando las partes de la palabra (letras, fonemas, grafemas) y aplicando el conocimiento de cómo estas partes están asociadas entre sí. Este mecanismo se puede considerar como un sistema de reglas de letras y sonidos que permite al lector construir activamente una representación fonológica y así leer la palabra en voz alta. La ruta no-lógica permite la lectura correcta de palabras que no son palabras, pero no de excepción.
La hipótesis de la lectura de doble vía ha ayudado a explicar y comprender varios hechos sobre la lectura normal y anormal.

## Transparencia de reglas fonológicas
Según la investigación, la cantidad de tiempo requerido para la lectura maestra depende de la adherencia del lenguaje a las reglas fonológicas. Un lenguaje escrito se describe como transparente cuando está fuertemente adherido a las reglas ortográficas y contiene pocas palabras excepcionales. Debido a esto, el idioma inglés (baja transparencia) se considera menos transparente que el francés (transparencia media) y el español (alta transparencia) que contiene mapeos grafema-fonema más consistentes. Esta diferencia explica por qué a los niños les lleva más tiempo aprender inglés, debido a su ortografía irregular frecuente, en comparación con el francés y el español. La dependencia del idioma español a las reglas fonológicas se puede dar cuenta del hecho que los niños hispanohablantes exhiben un nivel más alto de desempeño en lectura sin palabras, en comparación con los niños de habla inglesa y francesa. De manera similar, los disléxicos de superficie española muestran menos deterioro en la lectura global, ya que pueden confiar en el principio de pronunciación en el contexto de vocabulario interno. El sistema de doble ruta proporciona una explicación de las diferencias en la lectura en tasas de adquisición así como las de dislexia entre otros diferentes idiomas.

## Rapidez en lectura
Los lectores expertos demuestran tiempos de reacción más largos al leer en voz alta palabras irregulares que no siguen las reglas de ortografía en comparación con las palabras comunes. Cuando se presenta una palabra irregular, se activan las vías léxicas y no léxicas, pero generan información conflictiva que lleva tiempo resolverla. El proceso de toma de decisiones que parece que va tomando lugar indica que las dos rutas no son completamente independientes entre sí. Estos datos explican con más detalle por qué las palabras regulares, que siguen las reglas de ortografía pero también se han almacenado en la memoria a largo plazo, se leen más rápido ya que ambas vías pueden “ponerse de acuerdo” sobre el tema de la pronunciación.

## Demandas atencionales de cada ruta
De acuerdo con el modelo actual de procesamiento de doble ruta, cada una de las dos vías consume diferentes cantidades de recursos de atención limitados. Se cree que la ruta no-clínica es más activa y constructiva a medida que se ensambla y selecciona las unidades de sub-letras entre varias combinaciones potenciales. Por ejemplo, al leer en inglés la palabra “leaf”, que se adhiere a la ortografía de las reglas de sonido, el lector inglés debe ensamblar y reconocer el grafema “ea” de dos letras para producir el sonido “ee” que corresponde a él en inglés. Participa en el procesamiento controlado y, por lo tanto, requiere más capacidades de atención que pueden variar en cantidad dependiendo de la complejidad de las palabras que se ensamblan. Por otro lado, el procesamiento que se lleva a cabo en la vía léxica parece ser más automático, ya que las unidades de sonido de palabra están pre-montadas. El procesamiento léxico se considera, por lo tanto, más pasivo, consumiendo menos recursos de atención.

## Trastornos de la lectura
La hipótesis de la ruta dual o compartida para leer, puede ayudar a explicar patrones de datos conectados a ciertos tipos de trastornos de la lectura, ambos desarrollados y obtenidos
Los niños con trastornos de lectura dependen principalmente de la ruta subléxica mientras están leyendo. Investigaciones apuntan que los niños son capaces decodificar palabras no distintivas, letras por letras, de manera asertiva pero de una velocidad muy lenta. Sin embargo, en la tarea de decisiones, tienen un problema en diferenciar entre palabras y pseudohomófonas (palabras no distintivas que suenan real pero son deletreadas incorrectamente, por consiguiente, demostrando que tienen deficiencias léxicas internas. Debido a que niños con trastornos de lectura (TDL) tienen velocidades lentas de lectura en ambas rutas, hay sugerencias que el mismo proceso está involucrado en la ruta léxica y en el rápido nombramiento de las palabras.
Otros estudios confirman esta idea que el nombramiento rápido de las palabras es más fuerte cuando es correlacionado con el conocimiento ortográfico (ruta léxica) que con las representaciones fonológicas (ruta sub-léxica). Resultados similares se vieron observados en pacientes con trastorno de déficit de atención, TDAH Investigaciones concluyen que los trastornos de lectura y el TDAH tienen propiedades en común: Déficit en la ruta del procesamiento, lectura rápida y en la ruta subléxica del procesamiento.

### Dislexia superficial adquirida
La dislexia superficial adquirida fue definida por Marshall y Newcombe, la cual se caracteriza por la inhabilidad de leer palabras que no siguen reglas de pronunciación tradicional. El idioma inglés es también un ejemplo de lenguaje que tiene numerosas excepciones a las reglas de pronunciación y por ende, presenta un desafío para las personas que tienen dislexia de superficie. Los pacientes con dislexia probablemente fallen al leer palabras como yate o isla, por mencionar algún ejemplo, porque no tienen esas reglas de pronunciación prescritas. Las palabras normalmente se emitirán usando regularizaciones, por ejemplo, al pronunciar colonel en lugar de coronel. Palabras como estado y abdomen son ejemplos de palabras que las personas con dislexia superficial no tendrán problemas para pronunciar, ya que siguen las reglas de pronunciación prohibidas.[cita requerida]Los disléxicos de superficie leerán algunas palabras irregulares correctamente si son palabras de alta frecuencia como "tener" y "algunas". Se ha postulado que los disléxicos de superficie pueden leer palabras regulares recuperando la pronunciación a través de medios semánticos, o en otras palabras, recuperar las palabras por su significado.
La dislexia superficial es incluso medida semánticamente. Dando a entender que hay una relación entre la palabra, su significado y no solo el mecanismo en cuestión de cómo es pronunciado. Las personas que sufren dislexia de superficie, también tienen la habilidad de leer palabras y palabras que no son como tal palabras. Esto quiere decir que la producción física de sonidos fonológicos no se ve afectada por la dislexia superficial.
Se piensa que el mecanismo de dislexia superficial se ve involucrado con la salida fonológica del léxico y es también atribuida a la interrupción de la semántica. También se plantea la hipótesis de que tres déficits causan dislexia superficial. El primer déficit se encuentra en el nivel visual al reconocer y procesar la palabra irregular. El segundo déficit puede ubicarse a nivel del léxico de salida. Esto se debe a que los pacientes son capaces de reconocer el significado semántico de las palabras irregulares, incluso si las pronuncian incorrectamente en la palabra hablada. Esto sugiere que el sistema visual de formas de palabras y la semántica están relativamente conservados. Es probable que el tercer déficit esté relacionado con la pérdida de la semántica.
Mientras, la dislexia superficial puede ser observada en pacientes con lesiones en la región temporal, esta se asocia principalmente con pacientes con demencia. Tales como el Alzheimer o la demencia frontotemporal. La dislexia superficial, también es una característica de la demencia semántica en donde los sujetos pierden el conocimiento del mundo que los rodea.
El tratamiento de los disléxicos de superficie implica la rehabilitación neuropsicológica. El objetivo del tratamiento es mejorar el funcionamiento de la ruta de lectura sub léxica, o la capacidad del paciente para pronunciar nuevas palabras. Además del funcionamiento del sistema de reconocimiento visual de palabras, para aumentar el reconocimiento de palabras. En un nivel más micro, el tratamiento también puede centrarse en la capacidad de pronunciar letras individuales antes de que el paciente continúe aumentando la capacidad de pronunciar palabras completas.

### Dislexia fonológica adquirida
La dislexia fonológica adquirida es un tipo de dislexia que resulta en una incapacidad para leer en voz alta las palabras no identificadas y para identificar los sonidos de letras individuales. Sin embargo, los pacientes con esta discapacidad pueden leer de manera holística y pronunciar correctamente las palabras, independientemente de la longitud, el significado o la frecuencia de estas, siempre que estén almacenadas en la memoria. Se cree que este tipo de dislexia es causado por un daño en la ruta no médica, mientras que la ruta léxica, que permite leer palabras familiares, permanece intacta.

## Modelo computacional del proceso de doble ruta
Un modelo computacional de una tarea cognitiva es esencialmente un programa de computadora que pretende imitar el procesamiento cognitivo humano. Este tipo de modelo ayuda a resaltar las partes precisas de una teoría y descarta las secciones ambiguas, como solo las partes claramente entendidas De la teoría se puede convertir en un programa informático. El objetivo final de un modelo computacional es parecerse lo más posible al comportamiento humano, de modo que los factores que afectan el funcionamiento del programa afecten de manera similar al comportamiento humano y viceversa. La lectura es un área que ha sido ampliamente estudiada a través del sistema de modelo computacional. El modelo en cascada de doble ruta (DRC) se desarrolló para comprender la ruta dual a la lectura en humanos. Algunas similitudes entre la lectura humana y el DRC son:
- Las palabras que aparecen con más frecuencia se leen en voz alta más rápido que las que no aparecen con frecuencia.
- Las palabras reales se leen más rápido que las no palabras.
- Las palabras con sonido estándar se leen en voz alta más rápido que las palabras con sonido irregular.

El modelo de DRC ha sido útil, ya que también se hizo para imitar la dislexia. La dislexia de superficie se imitó al dañar el léxico ortográfico, de modo que el programa cometió más errores en palabras irregulares que en palabras regulares o sin palabras, tal como se observa en la dislexia de superficie. [6] La dislexia fonológica se modeló de manera similar al dañar selectivamente la ruta no léxica, lo que causó que el programa no pronunciara correctamente las palabras. Al igual que con cualquier modelo, el modelo DRC tiene algunas limitaciones y se está desarrollando.